# Honnavara, Holenarsipur
Honnavara là một làng thuộc tehsil Holenarsipur, huyện Hassan, bang Karnataka, Ấn Độ.